# Aboubacar Sawadogo
Aboubacar Sawadogo (10 agosto 1989) è un calciatore burkinabé, portiere del R.C. Kadiogo.

## Carriera

### Club
Ha sempre giocato nel campionato burkinabé.

### Nazionale
Ha esordito in nazionale il 3 giugno 2017 in occasione dell'amichevole persa per 3-0 contro il Cile.

## Statistiche

### Cronologia presenze e reti in nazionale
| Cronologia completa delle presenze e delle reti in nazionale ― Burkina Faso | Cronologia completa delle presenze e delle reti in nazionale ― Burkina Faso | Cronologia completa delle presenze e delle reti in nazionale ― Burkina Faso | Cronologia completa delle presenze e delle reti in nazionale ― Burkina Faso | Cronologia completa delle presenze e delle reti in nazionale ― Burkina Faso | Cronologia completa delle presenze e delle reti in nazionale ― Burkina Faso | Cronologia completa delle presenze e delle reti in nazionale ― Burkina Faso | Cronologia completa delle presenze e delle reti in nazionale ― Burkina Faso |
| Data                                                                        | Città                                                                       | In casa                                                                     | Risultato                                                                   | Ospiti                                                                      | Competizione                                                                | Reti                                                                        | Note                                                                        |
| --------------------------------------------------------------------------- | --------------------------------------------------------------------------- | --------------------------------------------------------------------------- | --------------------------------------------------------------------------- | --------------------------------------------------------------------------- | --------------------------------------------------------------------------- | --------------------------------------------------------------------------- | --------------------------------------------------------------------------- |
| 4-5-2017                                                                    | Ouagadougou                                                                 | Burkina Faso                                                                | 1 – 1                                                                       | Benin                                                                       | Amichevole                                                                  | -1                                                                          |                                                                             |
| 21-5-2017                                                                   | Cotonou                                                                     | Benin                                                                       | 2 – 2                                                                       | Burkina Faso                                                                | Amichevole                                                                  | -2                                                                          |                                                                             |
| 3-6-2017                                                                    | Santiago del Cile                                                           | Cile                                                                        | 3 – 0                                                                       | Burkina Faso                                                                | Amichevole                                                                  | -3                                                                          | Cap.                                                                        |
| 12-8-2017                                                                   | Ouagadougou                                                                 | Burkina Faso                                                                | 2 – 2                                                                       | Ghana                                                                       | Qual. CHAN 2018                                                             | -2                                                                          |                                                                             |
| 20-8-2017                                                                   | Kumasi                                                                      | Ghana                                                                       | 1 – 2                                                                       | Burkina Faso                                                                | Qual. CHAN 2018                                                             | -1                                                                          | 54’                                                                         |
| 16-1-2018                                                                   | Agadir                                                                      | Angola                                                                      | 0 – 0                                                                       | Burkina Faso                                                                | CHAN 2018 - 1º turno                                                        | -                                                                           | 90’                                                                         |
| 20-1-2018                                                                   | Agadir                                                                      | Rep. del Congo                                                              | 2 – 0                                                                       | Burkina Faso                                                                | CHAN 2018 - 1º turno                                                        | -2                                                                          |                                                                             |
| 24-1-2018                                                                   | Tangeri                                                                     | Burkina Faso                                                                | 1 – 1                                                                       | Camerun                                                                     | CHAN 2018 - 1º turno                                                        | -1                                                                          |                                                                             |
| 22-9-2019                                                                   | Kumasi                                                                      | Ghana                                                                       | 0 – 1                                                                       | Burkina Faso                                                                | Qual. CHAN 2020                                                             | -                                                                           |                                                                             |
| 20-10-2019                                                                  | Ouagadougou                                                                 | Burkina Faso                                                                | 0 – 0                                                                       | Ghana                                                                       | Qual. CHAN 2020                                                             | -                                                                           |                                                                             |
| 13-11-2019                                                                  | Ouagadougou                                                                 | Burkina Faso                                                                | 0 – 0                                                                       | Uganda                                                                      | Qual. Coppa d'Africa 2021                                                   | -                                                                           |                                                                             |
| 17-11-2019                                                                  | Khartoum                                                                    | Sudan del Sud                                                               | 1 – 2                                                                       | Burkina Faso                                                                | Qual. Coppa d'Africa 2021                                                   | -1                                                                          |                                                                             |
| 12-11-2020                                                                  | Ouagadougou                                                                 | Burkina Faso                                                                | 3 – 1                                                                       | Malawi                                                                      | Qual. Coppa d'Africa 2021                                                   | -1                                                                          |                                                                             |
| 16-11-2020                                                                  | Blantyre                                                                    | Malawi                                                                      | 0 – 0                                                                       | Burkina Faso                                                                | Qual. Coppa d'Africa 2021                                                   | -                                                                           |                                                                             |
| 16-1-2021                                                                   | Yaoundé                                                                     | Mali                                                                        | 1 – 0                                                                       | Burkina Faso                                                                | CHAN 2020 - 1º turno                                                        | -                                                                           |                                                                             |
| 20-1-2021                                                                   | Yaoundé                                                                     | Burkina Faso                                                                | 3 – 1                                                                       | Zimbabwe                                                                    | CHAN 2020 - 1º turno                                                        | -1                                                                          |                                                                             |
| 24-1-2021                                                                   | Yaoundé                                                                     | Camerun                                                                     | 1 – 1                                                                       | Burkina Faso                                                                | CHAN 2020 - 1º turno                                                        | -1                                                                          |                                                                             |
| 5-2-2022                                                                    | Yaoundé                                                                     | Burkina Faso                                                                | 3 – 3 dts (3 – 5 dtr)                                                       | Camerun                                                                     | Coppa d'Africa 2021 - Finale 3º posto                                       | -                                                                           | 90+4’                                                                       |
| 27-8-2022                                                                   | Yamoussoukro                                                                | Costa d'Avorio                                                              | 0 – 0                                                                       | Burkina Faso                                                                | CHAN 2020 - 2º turno                                                        | -                                                                           |                                                                             |
| 4-9-2022                                                                    | Agadir                                                                      | Burkina Faso                                                                | 0 – 0 (3 – 5 dtr)                                                           | Zimbabwe                                                                    | CHAN 2020 - 2º turno                                                        | -                                                                           |                                                                             |
| Totale                                                                      |                                                                             | Presenze                                                                    | 20                                                                          |                                                                             | Reti                                                                        | -16                                                                         |                                                                             |

## Palmarès

### Club

#### Competizioni nazionali
- 1ère Division: 1

RC Kadiogo: 2016